# KFOR
KFOR er forkortelse for Kosovo FORce. KFOR er en NATO-ledet international militærstyrke/stabiliseringsstyrke med bidrag fra NATO- og andre lande, hvis formål er at stabilisere og opretholde fred og sikkerhed i den nu selvstændige statsdannelse Republika e Kosovës, som tidligere var den serbiske provins Kosovo.

## Oprettelse
KFOR opstod den 12. juni 1999, da en NATO-styrke, som i månederne forinden var samlet i Makedonien og Albanien, overskred den serbiske provins Kosovo´s grænser for at overtage kontrollen med denne provins. Forud var gået en 78 dage lang bombekrig – Kosovokrigen – fra NATO´s side mod republikken Serbien, som udgjorde hoveddelen af den tidligere republik Jugoslavien (Former Republic of Yugoslavia, FRY). Den 4. juni 1999 accepterede det serbiske parlament en fredsplan udarbejdet af den finske præsident Martti Ahtisaari og den russiske premierminister Viktor Chernomyrdin. Fredsplanen indebar, at Serbien midlertidigt skulle overlade kontrollen over Kosovo til FN og en militær styrke efter FN´s valg. Den 9. juni 1999 undertegnede chefen for NATO-styrken i Makedonien og Albanien den britiske general sir Michael Jackson og chefen for FRY-styrkerne i Kosovo en såkaldt militærteknisk overenskomst (Military Technical Agreement, MTA), som regulerede hvorledes FRY-styrkerne skulle forlade Kosovo samtidig med at NATO-styrken rykkede ind og overtog kontrollen med området. Da FN´s Sikkerhedsråd den 10. juni 1999 vedtog sin resolution nr. 1244 var det legale grundlag for FN´s og NATO´s overtagelse af kontrollen med Kosovo skabt, og den 12. juni begyndte NATO-styrken indrykningen i Kosovo, en operation der bar kodenavnet Joint Guardian. Dermed var KFOR aktiveret.

## Styrkens sammensætning og inddeling
KFOR bestod til at begynde med af militære styrker fra de større NATO-lande, i alt ca. 20.000 mand. Da KFOR-styrkerne nåede til Kosovo´s hovedstad Pristina, måtte man konstatere, at russiske styrker var kommet først og havde besat bl.a. lufthavnen i Pristina. Dette førte til nogle dage med intens spænding, som dog endte med, at de russiske tropper blev accepteret som en del af KFOR. Senere kom alle øvrige af de dengang 19 NATO-lande med i styrken, herunder også Danmark. En række ikke-NATO-lande har også deltaget, foruden Rusland kan nævnes Ukraine, Polen, de baltiske lande, Sverige, Schweiz og så fjerne lande som Argentina, Filippinerne og de Forenede Arabiske Emirater. I løbet af få måneder nåede styrken op på ca. 50.000 mand. Styrken blev inddelt i fem multinationale brigader med hver sit geografiske ansvarsområde under ledelse af henholdsvis Frankrig, Storbritannien, USA, Italien og Tyskland. Det danske bidrag kom til at tilhøre Multinational Brigade Nord (MNB-N) under ledelse af Frankrig. KFOR´s hovedkvarter blev placeret på højdedraget Dragodan i den nordøstlige udkant af Pristina i bygninger, som tidligere havde huset et filmselskab, deraf hovedkvarterets navn "Film City". Den første chef, general Sir Michael Jackson blev i oktober 1999 afløst af den tyske general Dr. Klaus Reinhardt. Derefter er chefposten gået på omgang mellem de større deltagende NATO-lande.

## Hovedopgaver
KFOR´s hovedopgaver var fra begyndelsen at:
- sikre Kosovo´s grænser og dermed forhindre fornyet aggression fra FRY-styrkernes side
- etablere og opretholde fred og sikkerhed internt i Kosovo herunder forhindre etniske uroligheder
- afvæbne den kosovo-albanske undergrundshær, UCK, og på grundlag af denne oprette en civil hjælpeorganisation
- reducere antallet af våben blandt befolkningen, samt bidrage til rydning af miner og andre eksplosivstoffer
- samarbejde med og støtte den af FN indsatte civile administration, UNMIK
- bidrage til genopbygningen af Kosovo bl.a. ved at yde støtte til de mange NGO´er, som arbejdede i området

## Udvikling
I de forløbne år er nogle af disse opgaver blevet uaktuelle og styrken er derfor langsomt blevet reduceret. Den er nu (2012) på ca. 5.500 mand, som kommer fra 29 lande. En del ikke-NATO-lande, herunder Rusland, har forladt Kosovo. Det danske bidrag, som oprindelig var af bataljonsstørrelse, dvs. ca. 850 soldater, er nu reduceret til 35 soldater, som udsendes af Forsvaret. Af disse varetager 29 vagttjeneste i en lejr Novo Selo mellem Pristina og Mitrovica. De sidste 6  gør tjeneste i KFOR-hovedkvarteret i Pristina. Det danske bidrag har i dag stadig udsendte i KFOR.